# 大阪府道173号大阪八尾線
大阪府道173号大阪八尾線（おおさかふどう173ごう おおさかやおせん）は、大阪府大阪市から八尾市に至る一般府道である。

## 概要
大阪市大正区南恩加島7丁目から八尾市東久宝寺1丁目に至る。
車線数は大阪市内全線と東大阪市内の一部区間では4車線以上となっているが、その他の区間では2車線となっている。

### 路線データ
- 起点：大阪市大正区南恩加島7丁目（大運橋交差点、大阪府道5号大阪港八尾線交点）
- 終点：八尾市東久宝寺1丁目（顕証寺交差点、大阪府道2号大阪中央環状線交点）
- 総延長：18.6 km

## 歴史
- 1959年（昭和34年）12月1日 - 大阪府が路線認定。
- 1970年（昭和45年）4月1日 - 新橋交差点 - 今里交差点間が一般国道308号へ昇格。
- 1993年（平成5年）5月11日 - 建設省から、府道大阪八尾線の一部を大阪市道四天王寺巽線として主要地方道に指定される[1]。

## 路線状況

### 通称
- 大正通 （大運橋交差点 - 大正橋交差点）
- 長堀通 （伯楽橋西詰交差点 - 今里交差点、全線）
- 今里筋 （今里交差点 - 大池橋交差点）
- 勝山通 （大池橋交差点 - 大阪市生野区巽東先）
- 北八尾街道 （寿町1交差点 - 顕証寺交差点）

### 重複区間
- 国道308号（大阪市中央区南船場3丁目・新橋交差点 - 大阪市東成区大今里3丁目・今里交差点）
- 大阪市道大阪環状線（大阪市東成区大今里3丁目・今里交差点 - 大阪市生野区中川6丁目・大池橋交差点）

### 道路施設

#### 橋梁
- 岩松橋（岩崎運河、大阪市大正区 - 大阪市西区）
- 伯楽橋（木津川、大阪市西区）
- 末吉橋（東横堀川、大阪市中央区）
- 丸一橋（平野川、大阪市東成区、国道308号重複区間内）
- 巽橋（平野川分水路、大阪市生野区）

## 地理

### 通過する自治体
- 大阪府
  - 大阪市 （大正区 - 西区 - 中央区 - 天王寺区 - 東成区 - 生野区） - 東大阪市 - 八尾市

### 交差する道路
| 交差する道路 | 市町村名 | 市町村名 | 交差する場所  | 交差する場所        |
| --- | -------- | -------- | ------------- | ------------------- |
| 大阪府道5号大阪港八尾線 / 大正通                                                                                 | 大阪市   | 大正区   | 南恩加島7丁目 | 大運橋交差点 / 起点 |
| 国道43号 | 大阪市   | 大正区   | 泉尾3丁目     | 泉尾交差点          |
| 大阪市道浪速鶴町線 / 大浪通                                                                                      | 大阪市   | 大正区   | 三軒家東1丁目 | 三軒家交差点        |
| 大阪市道難波境川線 / 千日前通                                                                                    | 大阪市   | 大正区   | 三軒家東1丁目 | 大正橋交差点        |
| 大阪府道29号大阪臨海線 / 新なにわ筋                                                                              | 大阪市   | 西区     | 新町4丁目     | 鰹座橋交差点        |
| あみだ池筋 | 大阪市   | 西区     | 新町3丁目     | 白髪橋交差点        |
| 大阪府道・兵庫県道41号大阪伊丹線 / なにわ筋                                                                      | 大阪市   | 西区     | 新町2丁目     | 西大橋交差点        |
| 大阪市道南北線 / 四つ橋筋                                                                                        | 大阪市   | 西区     | 新町1丁目     | 四ツ橋              |
| 国道25号 / 御堂筋 国道26号 重複 国道165号 重複 国道308号 重複区間起点                                            | 大阪市   | 中央区   | 南船場3丁目   | 新橋交差点          |
| 大阪府道102号恵美須南森町線 / 堺筋                                                                               | 大阪市   | 中央区   | 南船場1丁目   | 長堀橋交差点        |
| 大阪市道天神橋天王寺線 / 松屋町筋                                                                                | 大阪市   | 中央区   | 松屋町        | 松屋町交差点        |
| 大阪府道30号大阪和泉泉南線 / 谷町筋                                                                              | 大阪市   | 中央区   | 谷町6丁目     | 谷町6交差点         |
| 大阪市道赤川天王寺線 / 上町筋                                                                                    | 大阪市   | 天王寺区 | 上本町1丁目   | 上本町1交差点       |
| 大阪市道恵美須城東線 / 玉造筋                                                                                    | 大阪市   | 天王寺区 | 玉造本町      | 玉造交差点          |
| 大阪市道上新庄生野線                                                                                             | 大阪市   | 東成区   | 玉津1丁目     | 玉津1交差点         |
| 国道308号 重複区間終点 大阪府道・奈良県道702号大阪枚岡奈良線 / 千日前通 大阪市道大阪環状線 / 今里筋 重複区間起点 | 大阪市   | 東成区   | 大今里3丁目   | 今里交差点          |
| 大阪市道大阪環状線 / 今里筋 重複区間終点 大阪市道四天王寺巽線 / 勝山通                                           | 大阪市   | 生野区   | 中川6丁目     | 大池橋交差点        |
| 大阪府道159号平野守口線                                                                                          | 大阪市   | 生野区   | 巽中1丁目     |                     |
| 国道479号 / 大阪内環状線                                                                                         | 大阪市   | 生野区   | 巽北3丁目     | 北巽駅前交差点      |
| 大阪府道172号布施停車場線                                                                                        | 東大阪市 | 東大阪市 | 岸田堂南町    | 岸田堂交差点        |
| 大阪府道2号大阪中央環状線                                                                                        | 東大阪市 | 東大阪市 | 金岡2丁目     | 藤美交差点          |
| 大阪府道2号大阪中央環状線                                                                                        | 東大阪市 | 東大阪市 | 金岡2丁目     | 藤美東交差点        |
| 大阪府道2号大阪中央環状線 / 旧大阪中央環状線                                                                     | 八尾市   | 八尾市   | 東久宝寺1丁目 | 顕証寺交差点 / 終点 |

### 交差する鉄道
- 大阪環状線
- 阪神なんば線
- Osaka Metro四つ橋線
- Osaka Metro御堂筋線
- Osaka Metro堺筋線
- Osaka Metro谷町線
- Osaka Metro長堀鶴見緑地線
- 近鉄大阪線
- Osaka Metro千日前線
- おおさか東線

### 沿線
大阪市大正区
- 大阪市立南恩加島小学校
- 大阪市立大正中央中学校
- 大阪シティバス鶴町営業所
- 大正内港
- 大正消防署
- 大正警察署
- 千島公園（昭和山）
- 大阪市立大正図書館
- 大阪市大正区役所
- 大正郵便局
- JR西日本大阪環状線・Osaka Metro長堀鶴見緑地線 大正駅

大阪市西区
- 京セラドーム大阪
- Osaka Metro長堀鶴見緑地線 
  - ドーム前千代崎駅 - 西大橋駅
- 阪神電気鉄道 ドーム前駅
- 大阪市西区役所
- Osaka Metro千日前線・Osaka Metro長堀鶴見緑地線 西長堀駅
- Osaka Metro長堀鶴見緑地線 大阪市西消防署
- Osaka Metro四つ橋線 四ツ橋駅

大阪市中央区
- Osaka Metro長堀鶴見緑地線・Osaka Metro御堂筋線 心斎橋駅
- ハンズ心斎橋店
- Osaka Metro堺筋線・Osaka Metro長堀鶴見緑地線 長堀橋駅
- Osaka Metro長堀鶴見緑地線 松屋町駅
- Osaka Metro谷町線・Osaka Metro長堀鶴見緑地線 谷町六丁目駅

大阪市天王寺区
- 大阪府立清水谷高等学校
- JR西日本大阪環状線・Osaka Metro長堀鶴見緑地線 玉造駅

大阪市東成区
- 大阪市東成区役所

大阪市生野区
- ロート製薬本社・大阪工場
- Osaka Metro千日前線 北巽駅

東大阪市
- JR西日本おおさか東線 JR長瀬駅
- 東大阪市立長瀬東小学校
- JA大阪中河内衣摺支店

八尾市
- 八尾市立久宝寺中学校
- 八尾市立久宝寺小学校
- 顕証寺